# Сейфулин, Искандер Таш Мухамедович
 Искандер Таш Мухамедович Сейфулин (28 августа 1861 года — 1920 года) — российский и азербайджанский военный деятель, полковник.

## Биография
Родился 28 августа 1861 года. Сын статского советника, уроженец Акмолинской губернии. Магометанин. Общее образование получил в Сибирской военной гимназии.
В службу вступил 13 августа 1881 года юнкером рядового звания в Александровское военное училище. С 16 февраля 1882 года — унтер-офицер. По окончании  училища 12 августа 1883 года выпущен прапорщиком (ст. 12.08.1883) в 2-й Западно-Сибирский линейный батальон Туркестанского военного округа. С 1884 года подпоручик (ст. 30.08.1884). 22 августа 1885 года назначен помощником начальника учебной команды.
7 апреля 1888 года переведён в 10-й Туркестанский линейный батальон. Поручик с 18 декабря 1888 года (ст. 30.08.1888). С апреля 1891 по сентябрь 1892 года заведовал Чимганской санитарно-гигиенической станцией. 4 февраля 1894 года командирован в управление 1-й Туркестанской  линейной бригады для временного исполнения должности бригадного адъютанта. 25 ноября утверждён в этой должности. 23 апреля 1895 года произведён в штабс-капитаны (ст. 15.03.1895;) за отличие. 3 декабря 1896 года сдал должность бригадного адъютанта и вернулся в свой батальон.
4 декабря назначен командующим 3-й ротой. Утверждён в должности 3 апреля 1897 года. 8 октября 1900 года произведён в капитаны (ст. 06.05.1900). 10 января 1903 года сдал командование 3-й ротой.
14 января командирован в переменный состав Офицерской стрелковой школы. 28 августа того же года окончил курс «успешно». 1 октября вернулся в батальон и 15 октября вступил в командование 5-й ротой. 4 июня 1904 года назначен командиром 3-й роты. 9 апреля 1907 года сдал роту. Командовал ротой (10 лет 4 мес.). 30 июля 1907 года произведён в подполковеники (ст. 26.02.1907). Командовал 2-м Ходжентским резервным батальоном.
7 июня 1908 года переведён и 21 июля назначен командиром батальона в 39-м пехотном Томском полку 10-й пехотной дивизии 5-го армейского корпуса. На 1 января 1909 года — в той же должности командира 4-го батальона. С 12 сентября 1909 года комендант города Лович с исполнением прямых обязанностей. 3-го января 1910 года назначен заведующим хозяйственной частью полка.
28 марта 1911 года высочайшим приказом переведен по собственному желанию в 12-й Туркестанский стрелковый полк. 24 мая прибыл в полк и был назначен начальником хозяйственной части. 17 января 1913 года назначен командиром 1-го батальона. 5 октября 1913 года — произведен в полковники и назначен в 17-й Туркестанский стрелковый полк. На 1 марта 1914 года в том же чине в 17-м Туркестанском стрелковом полку.
Участник Первой мировой войны. С 28 февраля 1915 года был назначен командиром 132-го пехотного запасного полка. На заключительном этапе войны старший адъютант инспекторского отделения штаба 7-й армии Юго-Западного фронта. По представлению командующего армией генерала от инфантерии Д. Г. Щербачёва Главнокомандующим армиями Юго-Западного фронта был допущен к командованию 35-й пехотной запасной бригадой, а затем при Временном правительстве приказом по военному ведомству был в этой должности утверждён.

## Служба в Азербайджане
По состоянию на 26 июля 1919 года временно исполняющий должность вице-директора канцелярии министра внутренних дел АДР.
3 октября поступил на службу в войска Азербайджанской Республики с назначением начальником Управления местной бригады Главного штаба Азербайджанской армии. На 9 ноября в той же должности. Со 2 марта 1920 года — начальник Мобилизационного отделения и Отдела местных войск Управления генерал-квартирмейстера.
В 1920 году, полковник армейской пехоты Сейфулин Искандер-Таш Мухамедович, был расстрелян большевиками близ столицы Азербайджана — города Баку.

## Награды
- Орден Святого Станислава 3-й степени (15 января 1891 года)
- Орден Святого Станислава 2-й степени — (27 мая 1907 года)
- Орден Святой Анны 3-й степени — (1901)
- Орден Святой Анны 2-й степени — (6 декабря 1910 года)
- Орден Святого Владимира 4-й степени — (ВП 01.05.1915)
- Орден Святого Владимира 3-й степени — (13 декабря 1915 года)
- Бухарский орден золотой звезды 2-й степени (13 сентября 1913 года)
- Медаль «В память коронации императора Александра III» (15 мая 1883 года)
- Медаль «В память царствования императора Александра III» (17 марта 1896 года)
- Медаль «В память коронации Императора Николая II» (26 мая 1896 года)
- Медаль «В память 300-летия царствования дома Романовых» (21 февраля 1913 года)

## Семья
- Супруга — Айше Юсуфова, дочь потомственного дворянина штабс-капитана артиллерии Еникеева.
- Дети — Сын Абубекр (3.05.1893 — 1960) — полковник, участник Бредовского похода; сын Ислам (9.07.1895 — 1969) — полковник; дочь Валида (род. 29.12.1901)